# Canadair CC-109 Cosmopolitan
Canadair CL-66 tudi CC-109 Cosmopolitan ali "Cosmo" je bila turbopropelerska verzija letala Convair CV-440 Metropolitan. Letalo se je uporabljala za prevoz potnikov, VIP oseb in tovora. Kasneje ga je nasledil bolj ekonomičmi Bombardier Dash 8. 

## Specifikacije (CL-66 - Eland)
Podatki iz Jane's All The World's Aircraft 1961–62; Taylor 1961, pp. 21–22
Splošne karakteristike
- Posadka: 3 ali 4
- Število sedežev: 64 potnikov
- Tovor: 14300 lb (6486 kg)
- Dolžina: 81 ft 6 in (24,84 m)
- Razpon kril: 105 ft 4 in (32,12 m)
- Višina: 28 ft 2 in (8,49 m)
- Površina kril: 963,8 sq ft (89,54 m²)
- Aeroprofil: NACA 63.4-120
- Vitkost: 12:1
- Teža praznega letala: 32333 lb (14666 kg)
- Maks. vzletna teža: 53200 lb (24130 kg)
- Pogon letala: 2 ×  turboprop Napier Eland, 3500 KM (2,611W)  vsak

 Zmogljivost 
- Maks. hitrost: 340 mph (296 vozlov, 547 km/h)
- Potovalna hitrost: 322 mph (280 vozlov, 518 km/h) na višini 20000 ft (6100 m)
- Hitrost porušitve vzgona: 92 mph (80 vozlov, 148 km/h)
- Doseg: 2275 milj (1978 nmi, 3660 km)
- Višina leta: 25300 ft (7620 m)
- Čas do višine 10000 ft (3050 m): 6,4 min